# Sandra Mathias
Sandra Mathias Correia de Sá (Rio de Janeiro, 3 de dezembro de 1969) é uma nutricionista e ex-jogadora de vôlei de praia do Brasil.

## Carreira
Sandra Mathias iniciou sua carreira de ateta jogando vôlei indoor no Clube de Regatas do Flamengo, nas equipes mirim e juvenil, em 1982. Na metade de 1993, migrou para vôlei de praia e passou a disputar o Circuito Brasileiro. Em 2001, formou uma parceria vitoriosa com Elaine Bezerra., Em 2007, essa dupla alcançou a 200ª vitória junta.
Sandra também é praticante de Futevôlei, e as habilidades adquiridas com esse esporte lhe ajudaram na prática do vôlei de praia.
Desde 2013 ela dava aulas de vôlei de praia no Leblon

## Polêmicas
- Em seu currículo, Sandra afirma ter atuado como supervisora de produção do Comitê Olímpico Brasileiro (COB) entre outubro e novembro de 2022. No entanto, o COB afirma que ela "jamais atuou na entidade como supervisora de produção nem fez parte do seu quadro de colaboradores em qualquer outra função".[9]
- Em 2007, a família de Sandra deu entrada em uma delegacia para registrar um boletim de ocorrência contra a ex-atleta por agressão contra o próprio pai.[10]
- Em 2021, teve uma passagem na Polícia acusada de furto de energia elétrica na Praia do Leblon, onde mantém uma escola de vôlei.[11]
- A sua terceira passagem pela polícia foi por maus-tratos. Sua mãe, de 77 anos, afirmou em depoimento à polícia que em novembro de 2022 a filha tentou interná-la à força em uma clínica psiquiátrica. Além de golpes, a mãe conta que Sandra ainda tentou amarrá-la com um lençol. A idosa fez exame de corpo delito, e o resultado do laudo deu positivo para agressão causada por "ação contundente".[12] O irmão de Sandra, também confirmou que a mãe sofreu maus-tratos e lesão corporal. Ele afirmou ainda que Sandra estava usando os cartões bancários da mãe.[10][13]
- Em 2023, um video divulgado na internet mostra a Sandra dando chicotadas com a coleira do próprio cachorro em um entregador de comidas, que estava entregando um pedido em seu condomínio.[1] Minutos antes, Sandra havia agredido verbalmente e mordido a perna de uma entregadora.[8] Após esse caso, a Prefeitura do Rio suspendeu a licença dada a escola de vôlei que a Sandra possui na Praia do Leblon.[14]

## Conquistas
- Fonte:voleipraia.com/[15]

Em parceria com Elaine Bezerra
- 2001 - Vice-campeã da etapa de Maceió do Circuito Banco do Brasil;
- 2002 - Campeã da etapa do Chile do Circuito Sul-Americano[16];
- 2003 - Campeã da etapa da Colômbia do Circuito Sul-Americano;
- 2003 - 3ª colocada na etapa de Goiânia do Circuito Banco do Brasil;
- 2003 - Vice-campeã das etapa Challenger de Aracaju e São Luís do Circuito Banco do Brasil;
- 2003 - 3ª colocada na etapa Challenger de Belém do Circuito Banco do Brasil;
- 2004 - Vice-campeã da etapa do Torneio Internacional na Colômbia;
- 2004 - 3ª colocada na etapa de Ribeirão Preto do Circuito Banco do Brasil;
- 2005 - Vice-campeã da etapa Challenger de São Luis do Circuito Banco do Brasil Vôlei de Praia;
- 2006 - Vice-campeã da etapa Challenger de Juiz de Fora do Circuito Banco do Brasil[17];
- 2007 - 3ª colocada na etapa Challenger de Palmas do Circuito Banco do Brasil;

Individuais
- 2002 - Sandra foi eleita uma das três melhores defesas do Brasil;